# Rainy River (rzeka)
Rainy River (fr. rivière à la Pluie) – rzeka na pograniczu kanadyjsko-amerykańskim. Jej długość wynosi 140 km.
Rainy River wypływa z Rainy Lake, płynie w kierunku zachodnim i uchodzi do Jeziora Leśnego. Wchodzi w skład systemu rzecznego rzeki Nelson. Ważniejsze miejscowości nad rzeką: International Falls i Baudette po stronie amerykańskiej oraz Fort Frances i Rainy River po stronie kanadyjskiej. 
Wody Rainy River wykorzystywane są do celów energetycznych w elektrowni wodnej w International Falls.
W 1901 po kanadyjskiej stronie doliny rzeki otwarto linię kolejową Ontario and Rainy River Railway.